# Karpatenhund
Karpatenhund war eine Rockband aus Köln, die Ende 2004 gegründet wurde. Ihre Debüt-EP erschien im Herbst 2006. Der Name entstammt einer Folge der Jugendbuch- und Hörspielserie Die drei ???.

## Geschichte
Sängerin Claire Oelkers und Björn Sonnenberg trafen sich 2003 in Köln und begannen die Gründung einer gemeinsamen Band zu planen, um Indie-Pop mit DIY-Haltung zu spielen und dabei Musik zu machen, die „unelitär und für jeden zugänglich ist“. Im Sommer 2004 wurde die Gründung endgültig beschlossen und zu den ersten Proben im Dezember stießen Stefanie Schrank, Jan Niklas Jansen und Maurizio Arca hinzu (die mit Björn Sonnenberg schon seit 2001 die Noisefolkband Locas in Love bildeten). Ihr erstes Konzert gab die Band im März 2005 im Kölner Szeneclub Blue Shell. Nach einer langen Reihe von Konzerten wurden ab Ende 2005 die großen Plattenfirmen aufmerksam und betrieben einen „bidding war“ um die Band. Im Sommer 2006 entschieden sich Karpatenhund beim Label Virgin Records zu unterschreiben.
Die Songs ihrer Demo-EP und der Teile der ersten offiziellen EP Karpatenhund #1 produzierte die Band zusammen mit Wolfgang Stach. Das Debütalbum nahm die Band im Herbst 2006 in Frankreich im Black Box Studio und wiederum in Köln auf (im Black Box Studio wurde außerdem der Song Sendet Gegner zusammen mit Peter Deimel produziert, der auf der EP #1 landete). Abgemischt wurde das Album in den USA von Interpol-Produzent Peter Katis. Im November 2006 erschien die Debüt-EP Karpatenhund #1. Es folgten im Frühjahr 2007 die Single Gegen den Rest/Karpatenhund #2 und das Album Karpatenhund #3. Größere Bekanntheit erlangten Karpatenhund dadurch, dass ihre Single Gegen den Rest Anfang 2007 Titelsong der ARD-Vorabend-Serie Türkisch für Anfänger wurde. Diese Debüt-Single war auch gleichzeitig ihr erstes Auftauchen in den Charts. Zur Single drehte der Regisseur Benjamin Quabeck ein Musikvideo, das vom Musiksender MTV häufig gespielt wurde. Zur selben Zeit Anfang Mai 2007 erschien im Spiegel eine vierseitige Reportage über Karpatenhund und ihre Plattenfirma. Gegen den Rest konnte trotz seiner Sperrigkeit den Sprung ins Formatradio schaffen, hielt sich zehn Wochen in den Campuscharts und konnte dort bis auf die erste Position klettern, ebenso in den SWR3-Hörercharts, wo es von 0 auf 1 einstieg, sich wochenlang auf der Pole-Position hielt und Platz 3 in den Jahreshörercharts erreichen konnte. Die Band absolvierte außerdem zahlreiche Auftritte in Funk und Fernsehen, um Single und Album zu promoten und war unter anderem zu Gast im ZDF-Morgenmagazin, beim KiKA, Tigerenten Club oder MTV TRL. Die zweite Singleauskopplung aus dem Debütalbum war Ist es das was du wolltest. Auf der Single war ein Remix des Stückes, den Andreas Dorau angefertigt hatte, ein Künstler, auf den sich Karpatenhund immer wieder beruft, sowie eine Coverversion, die die Berliner Britpop-Band Sternbuschweg eingespielt hat, deren Song O.W. Karpatenhund im Gegenzug als B-Seite für die Single coverten. Für die zweite Single gab es keine begleitenden Promotionmaßnahmen der Plattenfirma wie beispielsweise ein Musikvideo. Im Musikmagazin Intro wurde Karpatenhunds Debütalbum von den Lesern auf im Januar 2008 Platz 23 der Jahres-Albumcharts gewählt.

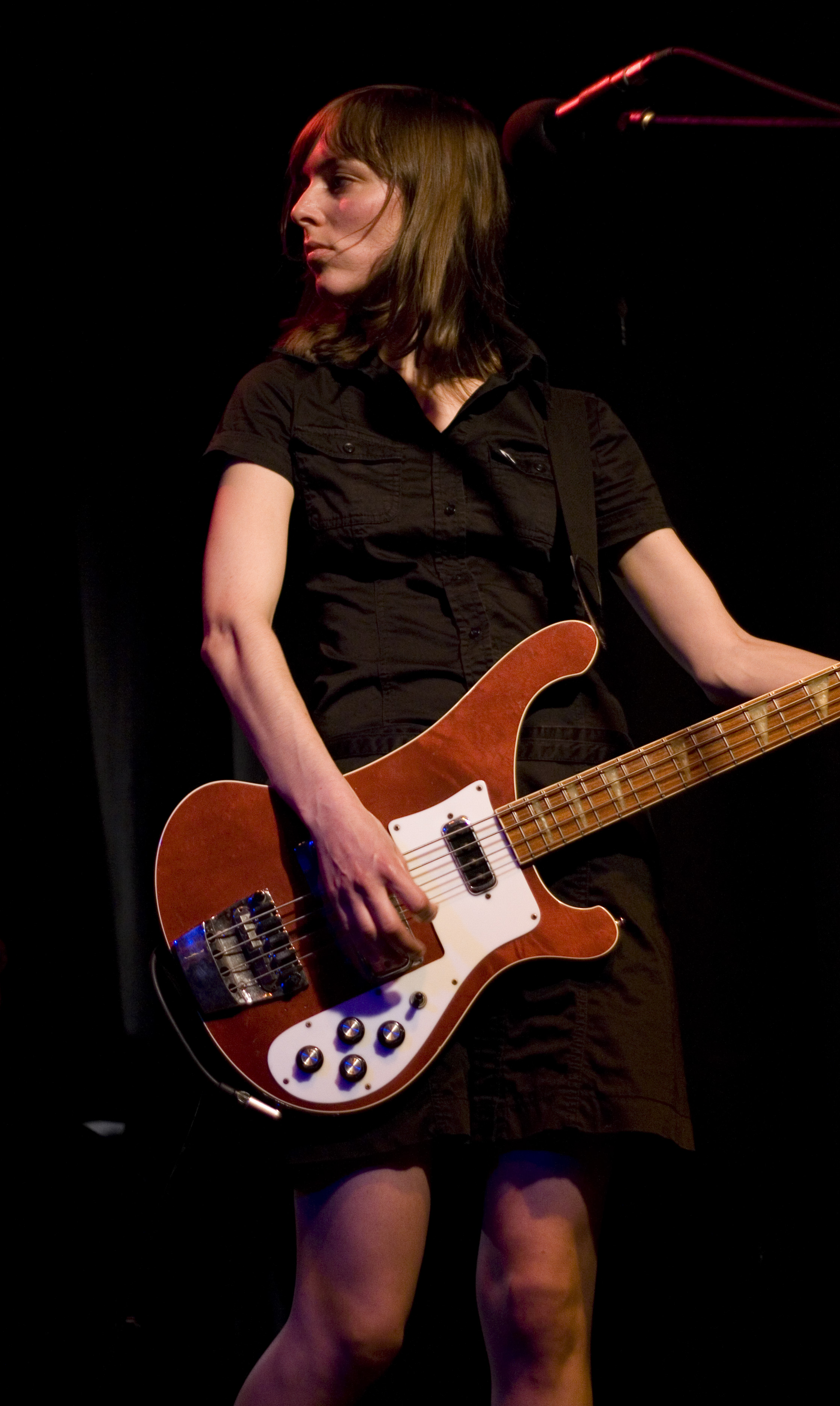
Bassistin Stefanie Schrank

Das signifikante Artwork für alle Veröffentlichungen der Band stammt von Bassistin Stefanie Schrank.
Live standen Karpatenhund unter anderem als Support für Razorlight, Magic Numbers, Aereogramme, Futureheads, Juli, Trans Am und Dendemann auf der Bühne. Für 2007 waren sie unter anderem für das Southside, das Hurricane Festival, das Highfield, das Open Flair, das Taubertal, das CH-Frauenfeld, für den Deichbrand, das Big Day Out und das Hamburger Reeperbahn Festival gebucht. Im Herbst und Winter 2007 absolvierten Karpatenhund ihre erste eigene Clubtour in zahlreichen Städten in Deutschland, Österreich und in der Schweiz. Die Supportbands, die sie begleiteten, kamen alle aus dem Umfeld der Band, zum Beispiel Tchi, Schwervon!, Beatplanet, Katze oder Zuhause.
Ab Januar 2008 arbeitete die Band an ihrem zweiten Album. Währenddessen wurde mit Zusammen verschwinden eine dritte Single ausgekoppelt und von einem Musikvideo und diversen TV-Auftritten begleitet, darunter eine Liveperformance bei TV total im März 2008, wo die Band erstmals in Kapitänsuniformen auftrat. Die Single konnte fast ein Jahr nach dem Charts-Debüt mit Gegen Den Rest erneut die Top 100 entern. Zu dieser Zeit trennten sich Karpatenhund und Schlagzeuger Maurizio Arca freundschaftlich, und Fehlfarben-Schlagzeugerin Saskia von Klitzing stieß zur Band. Der Website zufolge begann die Band dann im Juni 2008 die Aufnahmen zum zweiten Album, erneut im Studio Black Box in Frankreich zusammen mit Peter Deimel (Tocotronic, dEUS, Chokebore, Miossec). Für den Mix arbeiteten Karpatenhund erneut mit Peter Katis zusammen, einige Stücke mischte Tony Doogan (Mogwai, Belle and Sebastian, David Byrne, Dirty Pretty Things) ab. Das Album erschien unter dem Titel Karpatenhund #7: Der Name dieser Band ist Karpatenhund am 28. August 2009 und erhielt vorwiegend positive Kritiken, z. B. in Musikexpress, Rolling Stone oder Intro. Vorausgegangen war die EP Karpatenhund #6: Wald/Mondo Cane und ein Video zum Song Wald, das der Regisseur Hagen Decker drehte. Der Titel Mondo Cane spielt auf den gleichnamigen Film von Gualtiero Jacopetti an, der Albumtitel auf The Name of This Band Is Talking Heads von den Talking Heads. Auf der Kompilation zum 15. Geburtstag des Rolling Stone waren sie mit dem Stück Herz aus Glas vertreten.
Ihre letzten Konzerte spielten Karpatenhund im Sommer 2010 und sind seither inaktiv, wenn auch nicht offiziell aufgelöst. In einem Interview mit dem Rolling Stone sagte Björn Sonnenberg 2011: „Allerdings haben wir das Gefühl, dass das zweite Album von Karpatenhund alles beinhaltet, was wir mit dem Projekt musikalisch erreichen können, so dass wir im Moment nicht wüssten, was dem noch hinzuzufügen wäre. Ob, wann und wie es weitergeht werden wir sehen, das hängt davon ab ob uns eine Idee kommt, die wir aufregend finden.“
Ende 2014 öffnete die Band ihr Archiv und veröffentlichte digital via Bandcamp unveröffentlichtes Material aus allen Schaffensphasen, u. a. die Kompilationen Necronomicon (eine Anspielung auf das Necronomicon, das „Buch des Bösen“ bei H. P. Lovecraft) und Die Band im Zeitalter der technischen Reproduzierbarkeit (in Anlehnung an Walter Benjamins medienphilosophischen Aufsatz Das Kunstwerk im Zeitalter seiner technischen Reproduzierbarkeit).

## Musik und Ästhetik
Die Musik von Karpatenhund zeigt deutliche Einflüsse von US-amerikanischem und britischem Indie-Rock. Viele Figuren, die das Schlagzeug spielt, erinnern an elektronische Musik. Die Bassgitarre wird ebenfalls häufig durch Bass-Synthesizer ersetzt, was der Musik eine betont kühle, mechanische Note verleiht. Die Stimme von Claire Oelkers erinnert an Blondie und Bow Wow Wow. Auf ihrer zweiten Single Ist es das was du wolltest befindet sich ein Remix des Titelsongs, den Andreas Dorau angefertigt hat – Karpatenhund nennen Dorau in Interviews und auf ihrer Website seit jeher als großen Einfluss.
In ihren Liedern und dem Artwork sind oft Anspielungen versteckt, so ist beispielsweise das Cover der Single Gegen Den Rest an Raymond Pettibons Cover zum Album My War der Band Black Flag angelehnt. Ein von der Band herausgegebenes T-Shirt trägt die Aufschrift „Faster KARPATENHUND… Kill Kill“, ein Hinweis auf Russ Meyers Film Faster, Pussycat! Kill! Kill!, ein anderes ist deutlich an das Trademark-Logo von Motörhead angelehnt und über einem Hundeschädel prangt in gotischer Fraktur „Kärpätenhünd“, ein weiteres zitiert Hello Kitty und zeigt einen niedlichen Monsterhund, über dem „Hello Karpy“ steht.
In ihrer Kommunikation und Selbstdarstellung sind Karpatenhund gelegentlich rätselhaft. Im Booklet zu ihrer Single Ist es das was du wolltest sind die Köpfe der Bandmitglieder vom Körper abgetrennt wie Schaufensterpuppen abgebildet, auf dem Sockel unter Stefanie Schranks Kopf steht klein gedruckt „Soviet Shine“. Bei ihren Livekonzerten (bei denen die Bandmitglieder 2007 jeweils schwarze Uniformen trugen) hängt hinter der Bühne stets ein großes Transparent, auf dem eine vermummte Figur vor einem rot-schwarzen Hintergrund zu sehen ist, die Farbgebung erinnert an die Anarchistenfahne. 2008 begannen Karpatenhund, bei TV- und Live-Auftritten als Schiffskapitäne uniformiert aufzutreten.

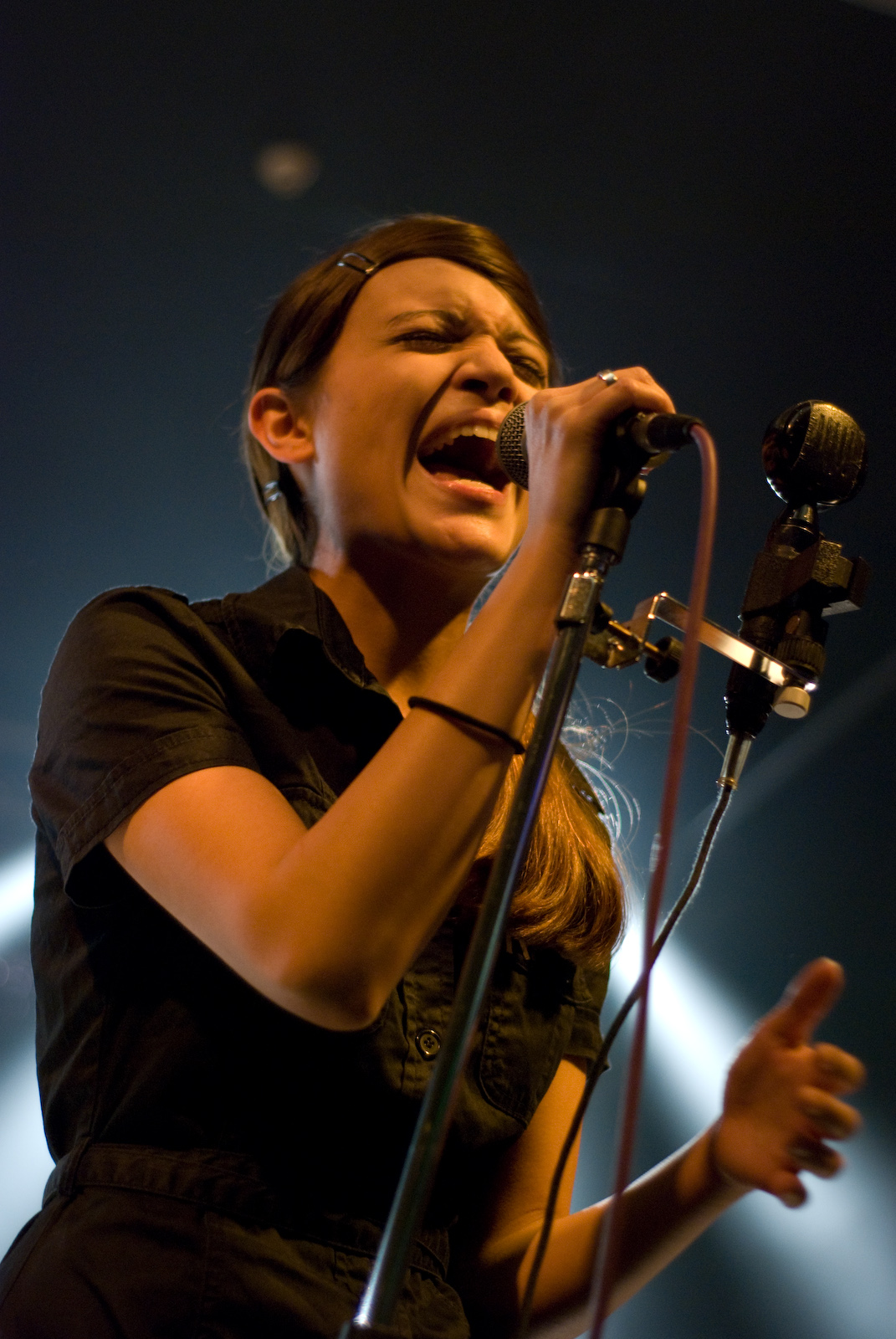
Sängerin Claire Oelkers

## Engagement
Karpatenhund engagieren sich für das Lesen- und Schreibenlernen. Für das Projekt iCHANCE des Bundesverband Alphabetisierung und Grundbildung ist Claire Oelkers auch die Hauptdarstellerin in einem der Werbespots der Kampagne „Schreib Dich nicht ab. Lern Lesen und Schreiben!“.

## Diskografie

### Alben
Studioalben

| Jahr | Titel Musiklabel                              | Höchstplatzierung, Gesamtwochen, AuszeichnungChartplatzierungen (Jahr, Titel, Musiklabel, Platzierungen, Wochen, Auszeichnungen, Anmerkungen) | Höchstplatzierung, Gesamtwochen, AuszeichnungChartplatzierungen (Jahr, Titel, Musiklabel, Platzierungen, Wochen, Auszeichnungen, Anmerkungen) | Höchstplatzierung, Gesamtwochen, AuszeichnungChartplatzierungen (Jahr, Titel, Musiklabel, Platzierungen, Wochen, Auszeichnungen, Anmerkungen) | Anmerkungen                           |
| Jahr | Titel Musiklabel                              | DE | AT | CH | Anmerkungen                           |
| ---- | --------------------------------------------- | --- | --- | --- | ------------------------------------- |
| 2007 | #3: Karpatenhund Virgin/EMI                   | DE77 (1 Wo.)DE | — | — | Erstveröffentlichung: 11. Mai 2007    |
| 2009 | #7: Der Name dieser Band ist Karpatenhund BMG | — | — | — | Erstveröffentlichung: 28. August 2009 |

Kompilationen
| Jahr | Titel Musiklabel                                                             | Anmerkungen                             |
| ---- | ---------------------------------------------------------------------------- | --------------------------------------- |
| 2014 | #9: Necronomicon Selbstvertrieb                                              | Erstveröffentlichung: 25. November 2014 |
| 2014 | #10: Die Band im Zeitalter der technischen Reproduzierbarkeit Selbstvertrieb | Erstveröffentlichung: 25. November 2014 |
| 2014 | Wir waren niemals hier – Single B-Sides 2007–2009 Selbstvertrieb             | Erstveröffentlichung: 25. November 2014 |

### Singles/EPs
Chartplatzierungen

| Jahr | Titel Album                                | Höchstplatzierung, Gesamtwochen, AuszeichnungChartplatzierungen (Jahr, Titel, Album, Platzierungen, Wochen, Auszeichnungen, Anmerkungen) | Höchstplatzierung, Gesamtwochen, AuszeichnungChartplatzierungen (Jahr, Titel, Album, Platzierungen, Wochen, Auszeichnungen, Anmerkungen) | Höchstplatzierung, Gesamtwochen, AuszeichnungChartplatzierungen (Jahr, Titel, Album, Platzierungen, Wochen, Auszeichnungen, Anmerkungen) | Anmerkungen                          |
| Jahr | Titel Album                                | DE | AT | CH | Anmerkungen                          |
| ---- | ------------------------------------------ | --- | --- | --- | ------------------------------------ |
| 2007 | #2: Gegen den Rest #3: Karpatenhund        | DE43 (5 Wo.)DE | — | — | Erstveröffentlichung: 20. April 2007 |
| 2008 | #5: Zusammen verschwinden #3: Karpatenhund | DE97 (1 Wo.)DE | — | — | Erstveröffentlichung: 11. April 2008 |

Weitere Veröffentlichungen
| Jahr | Titel Musiklabel                                       | Anmerkungen                             |
| ---- | ------------------------------------------------------ | --------------------------------------- |
| 2005 | #0: Karpatenhund Selbstvertrieb                        | Erstveröffentlichung: 5. Mai 2005       |
| 2006 | #1: Karpatenhund Virgin/EMI                            | Erstveröffentlichung: 24. November 2006 |
| 2007 | #4: Ist es das was du wolltest Virgin/EMI              | Erstveröffentlichung: 26. Oktober 2007  |
| 2009 | #6: Wald (Mondo Cane EP) BMG                           | Erstveröffentlichung: 14. August 2009   |
| 2009 | #8: Notfalls werde ich für immer warten (Remix EP) BMG | Erstveröffentlichung: 11. Dezember 2009 |